# Guerre conventionnelle
La guerre conventionnelle, aussi appelée guerre classique, est une forme de guerre menée à l'aide d'armes conventionnelles et de tactiques de champ de bataille entre deux ou plusieurs États en affrontement ouvert. Les forces de chaque camp sont bien définies et combattent à l'aide d'armes qui visent principalement les forces militaires de l'adversaire. Elle est normalement menée à l'aide d'armes conventionnelles. La guerre conventionnelle se distingue donc de la guerre biologique, de la guerre nucléaire et de la guerre électronique. Elle entre parfois comme une composante de la guerre hybride.
L'objectif général de la guerre conventionnelle est d'affaiblir ou de détruire l'armée de l'adversaire, ce qui annule sa capacité à s'engager lui-même dans une guerre conventionnelle. Toutefois, pour forcer la capitulation, l'une des parties ou les deux peut éventuellement recourir à des tactiques de guerre non conventionnelle.
Un autre synonyme est guerre régulière.